# Sommerberg

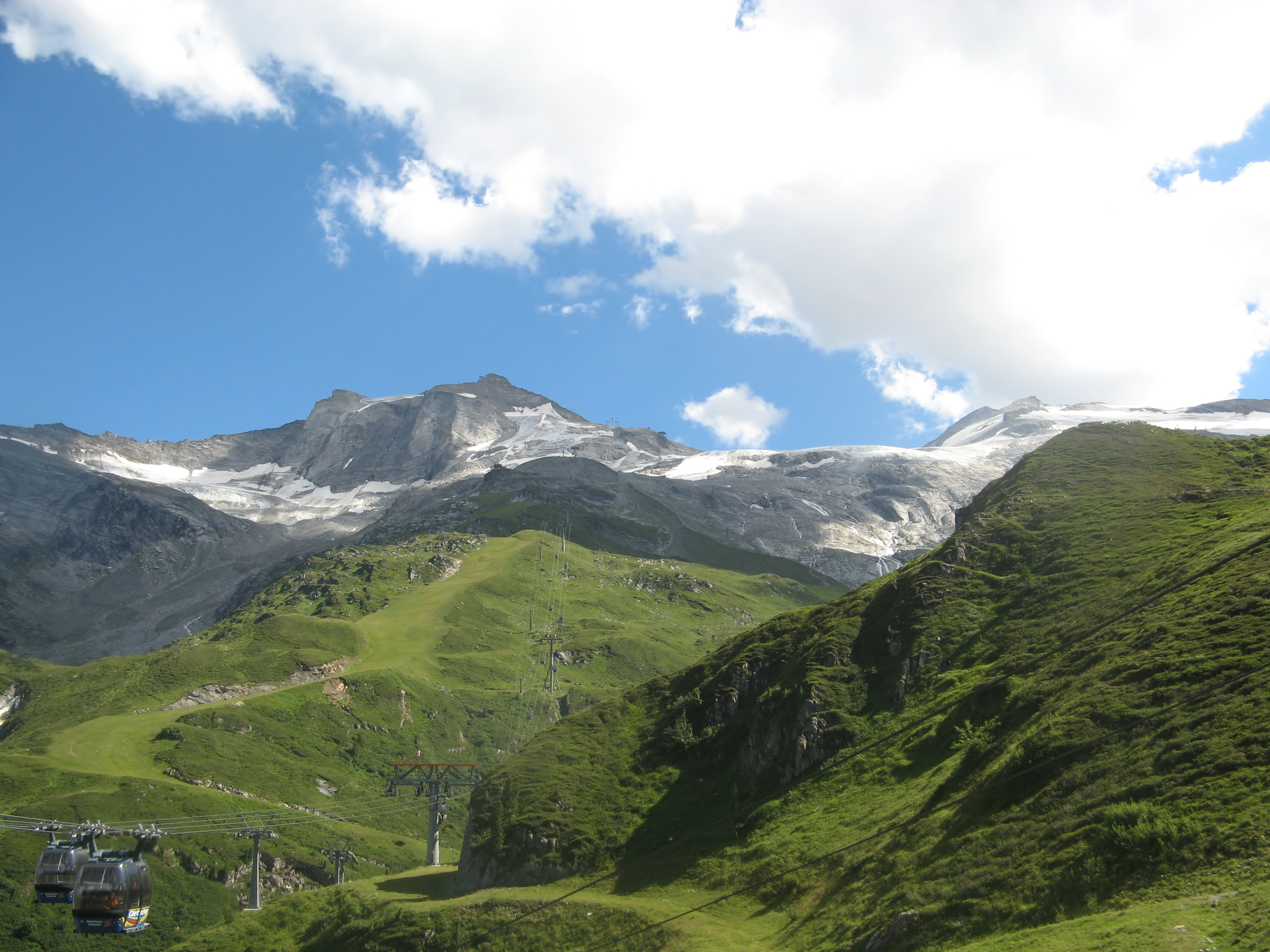
Het uitzicht vanaf de Sommerberg richting de Tuxer Ferner

De Sommerberg of SommerbergAlm is een middenstation op de Hintertuxer Gletscher te Hintertux. Vanaf hier beginnen én eindigen enkele kabelbanen. 
De GletscherBus I en de 8er Sommerberg eindigen hier.
De GletscherBus II en de 4er TuxerFernerhaus beginnen hier, en voeren naar het eigenlijke gletsjer-skigebied.
De Raamsmooslift, de Tuxerjochlift en de Tuxerjochbahn beginnen hier en voeren naar het winterskigebied.
Ook eindigt er een zespersoons stoeltjeslift, die het mogelijk maakt vanaf de Tuxer Fernerhaus te skiën, hiervoor moet men wel het laatste stuk met de stoeltjeslift, 6er Sommerberg, afleggen om terug bij de Sommerberg te komen.